# Circonscription de Gewada Special
La circonscription de Gewada Special est une des 121 circonscriptions législatives de l'État fédéré des nations, nationalités et peuples du Sud, elle se situe dans la Zone Gamo Gofa. Son représentant actuel est Gudesa Kusiya Geyamo.